# Magallón
Magallón é um município da Espanha na província de Saragoça, comunidade autónoma de Aragão. Tem 78,37 km² de área e em 2021 tinha 1 133 habitantes (densidade: 14,5 hab./km²).
Era conhecida como Carabis no período pré-romano.

## Demografia
| Variação demográfica do município entre 1991 e 2004 | Variação demográfica do município entre 1991 e 2004 | Variação demográfica do município entre 1991 e 2004 | Variação demográfica do município entre 1991 e 2004 |
| --------------------------------------------------- | --------------------------------------------------- | --------------------------------------------------- | --------------------------------------------------- |
| 1991                                                | 1996                                                | 2001                                                | 2004                                                |
| 1365                                                | 1243                                                | 1177                                                | 1164                                                |